# Marie-Jean-Célestin Douais
Marie-Jean-Célestin Douais (* 22. März 1848 in Boujan-sur-Libron, Frankreich; † 28. Februar 1915 in Beauvais) war ein französischer römisch-katholischer Priester, Historiker und von 1899 bis 1915 Bischof des Bistums Beauvais.

## Leben und Wirken
Douais empfing am 30. Mai 1874 für das Erzbistum Montpellier die Priesterweihe und lehrte anschließend Geschichte des Mittelalters am Katholischen Institut von Toulouse. Papst Leo XIII. ernannte ihn am 7. Dezember 1899 zum Bischof des Bistums Beauvais. Die Bischofsweihe empfing er am 24. Februar 1900 durch den Bischof von Montpellier, François-Marie-Anatole de Rovérié de Cabrières; Mitkonsekratoren waren Louis-François Sueur (Erzbistum Avignon) und Jean-Augustin Germain (Erzbistum Toulouse). Die Besitzergreifung seines Bistums erfolgte am 29. März 1900. Am 26. Februar 1912 war er Mitkonsekrator der Bischofsweihe von Adolphe-Casimir David für das Erzbistum Montpellier.
In Douais Regierungszeit fiel der aufkeimende französische Antiklerikalismus, welcher den Bischof zwang, nach Zufluchtsstätten für die Klöster seiner Diözese zu suchen. 1902 vermittelte Douais die Übersiedelung von sechs Karmelitinnen aus dem Karmel bei Thil in das Schloss Himmelau in St. Michael im Lavantta, Kärnten, Österreich. Für seine Forschungen zur Geschichte von Toulouse und zum Dominikanerorden konnte er die in Toulouse aufbewahrten Archive und Manuskripte auswerten. Seine persönliches Archiv und viele Manuskripte verbrannten während Kampfhandlungen im Ersten Weltkrieg.
Douais starb am 28. Februar 1915 in Beauvais.